# Virey
Virey és un municipi francès situat al departament de la Manche i a la regió de Normandia. L'any 2007 tenia 990 habitants.

## Demografia

### Població
El 2007 la població de fet de Virey era de 990 persones. Hi havia 380 famílies de les quals 80 eren unipersonals (38 homes vivint sols i 42 dones vivint soles), 127 parelles sense fills, 150 parelles amb fills i 23 famílies monoparentals amb fills.
La població ha evolucionat segons el següent gràfic:
Habitants censats

### Habitatges
El 2007 hi havia 488 habitatges, 385 eren l'habitatge principal de la família, 68 eren segones residències i 35 estaven desocupats. 487 eren cases i 1 era un apartament. Dels 385 habitatges principals, 298 estaven ocupats pels seus propietaris, 83 estaven llogats i ocupats pels llogaters i 4 estaven cedits a títol gratuït; 4 tenien una cambra, 14 en tenien dues, 38 en tenien tres, 102 en tenien quatre i 226 en tenien cinc o més. 320 habitatges disposaven pel capbaix d'una plaça de pàrquing. A 156 habitatges hi havia un automòbil i a 210 n'hi havia dos o més.

### Piràmide de població
La piràmide de població per edats i sexe el 2009 era:
| Homes | Edats   | Dones |
| ----- | ------- | ----- |
| 0     | 95 o +  | 0     |
| 4     | 90 a 94 | 0     |
| 0     | 85 a 89 | 12    |
| 0     | 80 a 84 | 4     |
| 12    | 75 a 79 | 8     |
| 32    | 70 a 74 | 28    |
| 24    | 65 a 69 | 24    |
| 28    | 60 a 64 | 40    |
| 8     | 55 a 59 | 12    |
| 24    | 50 a 54 | 28    |
| 28    | 45 a 49 | 24    |
| 40    | 40 a 44 | 28    |
| 40    | 35 a 39 | 48    |
| 24    | 30 a 34 | 36    |
| 32    | 25 a 29 | 16    |
| 16    | 20 a 24 | 16    |
| 52    | 15 a 19 | 32    |
| 60    | 10 a 14 | 40    |
| 32    | 5 a 9   | 52    |
| 28    | 0 a 4   | 20    |

## Economia
El 2007 la població en edat de treballar era de 609 persones, 479 eren actives i 130 eren inactives. De les 479 persones actives 454 estaven ocupades (237 homes i 217 dones) i 25 estaven aturades (10 homes i 15 dones). De les 130 persones inactives 55 estaven jubilades, 51 estaven estudiant i 24 estaven classificades com a «altres inactius».

### Ingressos
El 2009 a Virey hi havia 399 unitats fiscals que integraven 1.048 persones, la mediana anual d'ingressos fiscals per persona era de 15.645 €.

### Activitats econòmiques
Dels 24 establiments que hi havia el 2007, 1 era d'una empresa de fabricació de material elèctric, 1 d'una empresa de fabricació d'altres productes industrials, 6 d'empreses de construcció, 4 d'empreses de comerç i reparació d'automòbils, 1 d'una empresa de transport, 2 d'empreses d'hostatgeria i restauració, 1 d'una empresa immobiliària, 3 d'empreses de serveis i 5 d'empreses classificades com a «altres activitats de serveis».
Dels 6 establiments de servei als particulars que hi havia el 2009, 1 era un guixaire pintor, 2 fusteries, 2 lampisteries i 1 perruqueria.
L'any 2000 a Virey hi havia 85 explotacions agrícoles que ocupaven un total de 960 hectàrees.

## Equipaments sanitaris i escolars
El 2009 hi havia una escola elemental.

## Poblacions més properes
El següent diagrama mostra les poblacions més properes.